# Walther Moreira Santos
Walther Moreira Santos (Vitória de Santo Antão, 1979) é um escritor e ilustrador brasileiro.

## Biografia
Como escritor e ilustrador, possui mais de 60 obras publicadas.
Venceu diversos prêmios, entre eles os da Casa de Cultura Mário Quintana, Xerox do Brasil, Itaú Cultural, Fundação Cultural da Bahia, Prêmio Cidade do Recife, Prêmio José Mindlin de Literatura e Prêmio Pernambuco de Literatura, todos vencidos com obras inscritas sob pseudônimo.
Recebeu ainda os prêmios Prêmio Paulo Leminski (Paraná), e Prêmio Nacional de Romance da Fundação Cultural da Bahia, entre outros.

## Obras
- O O doce blues da salamandra (MXM, 2000 - Prêmio Cidade do Recife)
- Ao longo da curva do rio (Xerox do Brasil, 2001)
- Um certo rumor de asas (Nova Prova, 2003)
- Helena Gold (Geração Editorial, 2003)
- Dentro da chuva amarela (Geração Editorial, 2005)
- O Ciclista (Autêntica, 2008)
- O metal de que somos feitos (Cepe, 2014)
- Todas as coisas sem nome (Cepe, 2017)
- Arquiteturas de vento frio (cepe, 2017)
- O último dia da senhora Stone (Cepe, 2020)
- Liebe (German Edition) (Contos traduzidos para o alemão, Magic Hat, 2022)

Infantil
- O MACACO E O TUBARÃO (FRANCO EDITORA), 2017 ISBN 978-85-7671-307-4 AI AI ARIRANHA (EDITORA CORTEZ), 2014 ISBN 978-85-249-2148-3 A MENINA DAS DESCULPAS ESFARRAPADAS (ed. LÊ) 2005 ISBN 978-85-329-0728-8 QUEM VAI AJUDAR O LOBO MAU? (ed. LÊ), 2005 ISBN 978-85-329-00805-6  O SUBMARINO ENFERRUJADO (ed. LÊ), 2013 ISBN 978-8532907592 MONSTROS DA CIDADE GRANDE (ED. ABACATTE), 2013 ISBN 978-85-62549-53-3 O COLECIONADOR DE MANHÃS (ED. FORMATO) 2019  ISBN 978-85-7208-638-7 UM VELHOTE BAIXOTE COM NARIZ DE GANCHO E BARRIGA DE POTE (ED. ARTES E OFÍCIOS)  2014 ISBN 978-85-7421-223-4 A LONGA LENGA-LENGA DE NONA MILONGA (ED. AUTÊNTICA) 2010 ISBN 978-85-7526-473-7 TEM TUPI NA OCA E EM QUASE TUDO O QUE SE TOCA (ED. AUTÊNTICA) 2012  ISBN 978-857526-551-2 A GATA MIRRADA E OUTROS POEMAS (ED. AUTÊNTICA) 2012 ISBN 978-85-8217-026-7 PELA MANHÃ PARTE O TREM (ED. PAULINAS) 2010 ISBN 978-85-356-2519-6 RICARDO (ED. HABILIS)2013  ISBN 978-85-60967-51-3 MOJUBÁ (ED. HABILIS) 978-85-60967-54-4  O INVENTOR DO SORRISO (ED. MELHORAMENTOS) 2012 Livro+Cd musical ISBN 978-85-06-01229-1 O PEQUENO PRÍNCIPE PIDÃO (ED. GERAÇÃO EDITORIAL)2012  ISBN 978-85-8130-024-5 QUEM VAI SUBIR NO TREM DO SACI?  (ED. GERAÇÃO EDITORIAL) 2012 ISBN 978-85-8130-017-7 O AEROCLUBE (ED. POSITIVO)  2014 ISBN 978-65-5798085-9 ANABELA, BELA E CLARABELA (ED. ALETRIA)2013  ISBN 9788561167585 MANU E A DESCOBERTA DO MUNDO (ED. IMEPH) 2010  ISBN 9788579740114 O ESPANTO DO ESPANTALHO (ED. IMEPH) 2009 ISBN  9788560300501 CRAVO VERMELHO E OUTROS CONSELHOS (Ed. IMEPH)  2014 ISBN 9788560300419 RIMA ÁFRICA (ED. IMEPH) ISBN  2015 9788579742354  E AGORA, REI PAPUDO? (ED. PAULINAS) ISBN 8535618295, 2010  PARA QUÊ SERVE UM AMIGO? (BECCA EDITORA) 9788587256430  HISTÓRIAS DE QUEM CONTA HISTÓRIAS, conto Um Presente Para o Rei; antologia organizada por Lenice Gomes e Fabiano Moraes (Ed. Cortez)  978-8524916120  A HISTÓRIA DO LOBO SOLITÁRIO (Ed. MELHORAMENTOS), 2022 ISBN 9786555394603 PÉ DE MEIA E GUARDA-CHUVA (MALÊ EDITORA) 2017 9788592736125  MENINO COM PÁSSARO AO OMBRO, texto de Sergio Napp (Ed. Artes e Ofícios) 978-8574211909  OLHOS DE ESPIAR, BOCA DE CONTAR, texto de Maria Helena Bazzo (Unoesc Editora) 9788587089731  PAPEL DE GENTE, texto de Maria Helena Bazzo (Unoesc Editora), 9788587089748  QUE SACO! texto de Maria Helena Bazzo (Unoesc Editora) 9788587089755  O DESCOBRIR DE MARIANA, texto de Maria Helena Bazzo (Habilis  Editora)9788560967711  TUA MÃO NA MINHA, texto de Eloí Bocheco (Habilis Editora) 9788560967483  CASA DE CONSERTOS, texto de Eloí Bocheco (Editora Melhoramentos) 9788506005774  OLHA A COCADA!, texto de Eloí Bocheco (Editora movimento) 9788571951754  EU, texto de Palavra Cantada, (Editora movimento) 9788506076637  SÓ O SABIÁ SABIA, texto de Lenice Gomes (Ed. Imeph) 9788579741739  CURUMINZICES, texto de Tiago Hakyi (Ed. Leya)  9788581815923  OLHO D´ÁGUA, texto de Roni Guará (Ed. Autêntica) 9788565381253  MEMÓRIA DAS PALAVRAS INDÍGENAS, texto de Luís Donisete, (Ed. Canal Futura, 2013; Ed. Global, 2015) 9788526020436  UM GATO DE RUA, UMA GATA DE LUA, texto de Anna Servelhere (Ed. Do autor) 9788561406929  MARELIQUES DA PRAIA-LOUCA, texto de Viviane Veiga, (Ed. Bicho que Lê) ISBN 9788563904089, 2010  AQUI DENTRO FAZ UM LONGE IMENSO, texto de Sergio Napp e outros (Ed. Saraiva)  ISBN 9788502095748, 2011.  CURTO-CIRCUITO, texto de Sônia Carneiro Leão, (Ed. Babecco), ISBN 9788583940234, 2014  O GATO DA TASMÂNIA & OUTRAS HISTÓRIAS, texto de Sônia Carneiro Leão (CEPE editora), ISBN  9788578583453, 2014  UM POETA NO POMAR, texto de Sônia Carneiro Leão, (CEPE editora) ISBN 9788578583217, 2014  GOL DE LETRA, texto de Homero Fonseca, (CEPE editora)  ISBN 86908193) 2014  DO FUNDO DO BAÚ, texto de Gustavo Melo (Ed. Maneco), 2015, 9788577052257   OS TRÊS PORQUINHOS DE PORCELANA, texto de Tino Freitas, (Ed. Melhoramentos), 2011, 9788506066997  A FORMIGUINHA LUÍZA, texto de Sônia Carneiro Leão, (Ed. Babecco), 9788583940227, 2011

Teatro

O Japonês baixo e cego que tocava violão na esquina lá de casa (prêmio Itaú Cultura, 2004)
O doce blues da salamandra (prêmio Elpídio Câmara, 2005)
E agora, Rei Papudo? 

PARTICIPAÇÃO EM ANTOLOGIAS
GERAÇÃO ZERO ZERO org. Nelson de Oliveira (Ed. Língua Geral, 2011)
MINIGESCHICHTEN AUS BRASILIEN org. Luísa Costa Holtz (Ed. DTV, Alemanha, 2013)
WIRSIND  BERET org. Marlen Eckl (Ed. Lettretage, Alemanha, 2013)
CONTOS DE QUARENTENA,  ( Ed. Mauro Paz, 2020)
GERÚNDIO A DOIS ( Ed. Folha de Relva, 2023·  ISBN-13978-6580672493) 